# Даг Мудрый
Даг Мудрый (исл. Dag den vise) — легендарный конунг Уппсалы из рода Инглингов, персонаж «Круга земного» Снорри Стурлусона.

## В средневековых источниках
Согласно «Саге об Инглингах», Даг Мудрый был сыном конунга Дюггви и понимал птичий язык. Когда один из жителей Рейдготаланда убил воробья, часто приносившего Дагу новости, конунг выступил в поход, чтобы отомстить. Он высадился в Стране Готов у Вёрви и начал грабить округу. Когда войско Дага уже отступало к кораблям, какой-то раб выбежал из леса к переправе через реку и метнул в конунга вилы. Они попали в голову, Даг умер на месте.
Тьодольв из Хвинира говорит о смерти Дага следующее:

Знаю, какой

Приговор Дагу

Злой судьбой

Был уготован,

Когда поплыл

Искатель славы

За воробья

Мстить в Вёрви.

И принесли

Княжьи люди

Такую весть

На путь восточный:

Мол, не клинок

Настиг князя,

А кол кривой

Конского корма.

— Сага об Инглингах XVIII.
У Дага был сын Агни, ставший его преемником.

## Мнения учёных
Основной сохранившийся источник, рассказывающий о Даге Мудром, — «Круг земной» Снорри Стурлусона, сборник саг, составленный в XIII веке. Письменная традиция о ранних Инглингах возникла не раньше XII века, а потому она крайне ненадёжна. По выражению исследовательницы Гвинн Джонс, это скорее «мир легенд и сказок», чем мир истории.